# Invictus
Invictus er en amerikansk film fra 2009. Filmen er instrueret og produceret af Clint Eastwood og har Morgan Freeman og Matt Damon i hovedrollerne. Den handler om Nelson Mandelas kamp om at få Sydafrika til at blive ét land igen, i tiden lige efter apartheidstyrets fald.

## Medvirkende
- Morgan Freeman - Nelson Mandela
- Matt Damon - Francois Pienaar
- Tony Kgoroge - Jason Tshabalala
- Patrick Mofokeng - Linga Moonsamy
- Julian Lewis Jones - Etienne Feyder
- Grant L. Roberts - Ruben Kruger
- Scott Eastwood - Joel Stransky
- Isaac Feau'nati - Jonah Lomu
- Rolf E. Fitschen - Naka Drotske
- Vaughn Thompson - Rudolph Straeuli
- Charl Engelbrecht - Garry Pagel
- Graham Lindemann - Kobus Wiese

## Ekstern henvisning
- Invictus på Internet Movie Database (engelsk)
- Invictus på Filmdatabasen
- Invictus på Scope
- Invictus i Svensk Filmdatabas (svensk)
- Invictus på AlloCiné (fransk)
- Invictus på MovieMeter (nederlandsk)
- Invictus på AllMovie (engelsk)
- Invictus hos American Film Institute (engelsk)
- Invictus' profil hos Encyclopædia Britannica Online (engelsk)
- Invictus på Turner Classic Movies (engelsk)